# Flughafen Djerba

i7
i11
i13
Der Flughafen Djerba (englisch Djerba-Zarzis International Airport, französisch Aéroport international de Djerba-Zarzis, arabisch مطار جربة جرجيس الدولي, IATA-Code: DJE, ICAO-Code: DTTJ) ist ein Flughafen im Nordwesten der tunesischen Insel Djerba. Der Flughafen wird auch Melita Airport genannt.